# Вире-су-Бар
Вире́-су-Бар (фр. Virey-sous-Bar) — коммуна во Франции, находится в регионе Шампань — Арденны. Департамент — Об. Входит в состав кантона Бар-сюр-Сен. Округ коммуны — Труа.
Код INSEE коммуны — 10437.
Коммуна расположена приблизительно в 165 км к юго-востоку от Парижа, в 95 км южнее Шалон-ан-Шампани, в 25 км к юго-востоку от Труа.

## Население
Население коммуны на 2008 год составляло 645 человек.
| 1962 | 1968 | 1975 | 1982 | 1990 | 1999 | 2008 |
| ---- | ---- | ---- | ---- | ---- | ---- | ---- |
| 471  | 575  | 586  | 570  | 658  | 660  | 645  |

## Экономика
В 2007 году среди 420 человек в трудоспособном возрасте (15—64 лет) 310 были экономически активными, 110 — неактивными (показатель активности — 73,8 %, в 1999 году было 73,3 %). Из 310 активных работали 290 человек (157 мужчин и 133 женщины), безработных было 20 (9 мужчин и 11 женщин). Среди 110 неактивных 26 человек были учениками или студентами, 37 — пенсионерами, 47 были неактивными по другим причинам.